# 2010. évi nyári ifjúsági olimpiai játékok
A 2010. évi nyári ifjúsági olimpiai játékok, hivatalos nevén az I. nyári ifjúsági olimpiai játékok egy több sportot magába foglaló nemzetközi sportesemény volt, melyet Szingapúrban rendeztek meg 2010. augusztus 14. és 26. között. A rendezvényen 3594, 14 és 18 év közötti sportoló vett részt, ahol 26 sportág 201 versenyszámában avattak bajnokot. Ez volt az első megrendezett ifjúsági olimpia.
Magyarország sportolói 6 arany-, 4 ezüst- és 5 bronzérmet szereztek. Magyar sportolók részt vettek olyan versenyszámokban is, amelyekben a csapatok tagjai különböző nemzetek sportolói voltak. 1 arany- és 1 bronzérmet nyert olyan csapat, amelyben magyar sportoló is részt vett.

## A pályázat
| Szingapúr 2010 | Szingapúr   | 53 |
| Moszkva 2010   | Oroszország | 44 |

A NOB 2008. február 21-i döntése szerint Szingapúr rendezhette az első ifjúsági olimpiát.
A rendezésre Debrecen is nyújtott be pályázatot.

## Egyéb magyar vonatkozás
Egerszegi Krisztina ötszörös egyéni olimpiai bajnok úszó, Gyulay Zsolt olimpiai bajnok kajakozó, a MOB alelnöke, valamint Schmitt Pál köztársasági elnök, a MOB elnöke, olimpiai- és világbajnok párbajtőrvívó futott az olimpiai lánggal Szingapúrban.

## Sportágak
A felnőtt olimpiáktól eltérően, itt 26 sportágban indultak a versenyzők.
- Asztalitenisz (64 induló)
- Atlétika (680 induló)
- Birkózás (112 induló)
- Cselgáncs (104 induló)
- Evezés (96 induló)
- Gyeplabda (192 játékos)
- Íjászat (64 induló)
- Kajak-kenu (64 induló)
- Kerékpározás (128 induló)
- Kézilabda (168 játékos)
- Kosárlabda (160 játékos)
- Labdarúgás (216 játékos)
- Lovaglás (30 induló)
- Ökölvívás (66 induló)
- Öttusa (48 induló)
- Röplabda (144 játékos)
- Sportlövészet (80 induló)
- Súlyemelés (110 induló)
- Taekwondo (100 induló)
- Tenisz (64 induló)
- Tollaslabda (64 induló)
- Torna (szertorna, ritmikus gimnasztika, trambulin) (108 + 42 induló)
- Triatlon (64 induló)
- Uszodai sportok (úszás, műugrás) (448 induló)
- Vívás (78 induló)
- Vitorlázás (100 induló)

## Helyszínek
| Sportágak/szakágak                                          | Helyszín                        |
| ----------------------------------------------------------- | ------------------------------- |
| Torna (szertorna, ritmikus gimnasztika és trambulin)        | Bishan Sports Hall              |
| Atlétika                                                    | Bishan Stadium                  |
| Triatlon                                                    | East Coast Park                 |
| Ökölvívás, vívás, kézilabda, cselgáncs, taekwondo, birkózás | International Convention Centre |
| Labdarúgás                                                  | Jalan Besar Stadium             |
| Íjászat                                                     | Kallang Field                   |
| Tenisz                                                      | Kallang Tennis Centre           |
| Kajak-Kenu, evezés                                          | Marina Reservoir                |
| Vitorlázás                                                  | National Sailing Centre         |
| Kosárlabda                                                  | Scape Youth Space               |
| Gyeplabda                                                   | Sengkang Hockey Stadium         |
| Tollaslabda, asztalitenisz                                  | Singapore Indoor Stadium        |
| Úszás, öttusa, sportlövészet                                | Singapore Sports School         |
| Lovaglás                                                    | Singapore Turf Club             |
| Kerékpár (BMX és mountain bike)                             | Tampines Bike Park              |
| Országúti kerékpár                                          | The Float at Marina             |
| Súlyemelés, röplabda                                        | Toa Payoh Sports Hall           |
| Műugrás                                                     | Toa Payoh Swimming Complex      |

| Az olimpiai játékok helyszíne | Szingapúr éjjel         | Bishan stadion           |  |  |
|                               |                         |                          |  |  |
| East Coast Park               | Singapore Sports School | Singapore Indoor Stadium |  |  |

## Naptár
| ● | Nyitó ünnepség | ● | Versenynapok | ● | Döntők | ● | Záró ünnepség |

A sportágak eredményei az alábbi táblázatban található linkekre kattintva érhetőek el.
| Augusztus          | 12 | 13 | 14 | 15 | 16 | 17 | 18 | 19 | 20 | 21  | 22  | 23  | 24  | 25  | 26  | Összes aranyérem |
| ------------------ | -- | -- | -- | -- | -- | -- | -- | -- | -- | --- | --- | --- | --- | --- | --- | ---------------- |
| Ünnepségek         |    |    | ●  |    |    |    |    |    |    |     |     |     |     |     | ●   |                  |
| Asztalitenisz      |    |    |    |    |    |    |    |    |    |     |     | 2   |     |     | 1   | 3                |
| Atlétika           |    |    |    |    |    |    |    |    |    | 12  | 12  | 12  |     |     |     | 36               |
| Birkózás           |    |    |    | 5  | 4  | 5  |    |    |    |     |     |     |     |     |     | 15               |
| Cselgáncs          |    |    |    |    |    |    |    |    |    | 3   | 3   | 2   |     | 1   |     | 9                |
| Evezés             |    |    |    |    |    |    | 4  |    |    |     |     |     |     |     |     | 4                |
| Gyeplabda          |    |    |    |    |    |    |    |    |    |     |     |     | 1   | 1   |     | 2                |
| Íjászat            |    |    |    |    |    |    |    | 1  | 1  | 1   |     |     |     |     |     | 3                |
| Kajak-kenu         |    |    |    |    |    |    |    |    |    |     | 3   |     |     | 3   |     | 6                |
| Kerékpározás       |    |    |    |    |    |    |    |    |    |     | 1   |     |     |     |     | 1                |
| Kézilabda          |    |    |    |    |    |    |    |    |    |     |     |     |     | 2   |     | 2                |
| Kosárlabda         |    |    |    |    |    |    |    |    |    |     |     | 2   |     |     |     | 2                |
| Labdarúgás         |    |    |    |    |    |    |    |    |    |     |     |     | 1   | 1   |     | 2                |
| Lovaglás           |    |    |    |    |    |    |    |    | 1  |     |     |     | 1   |     |     | 2                |
| Műugrás            |    |    |    |    |    |    |    |    |    | 1   | 1   | 1   | 1   |     |     | 4                |
| Ökölvívás          |    |    |    |    |    |    |    |    |    |     |     |     |     | 11  |     | 11               |
| Öttusa             |    |    |    |    |    |    |    |    |    | 1   | 1   |     | 1   |     |     | 3                |
| Röplabda           |    |    |    |    |    |    |    |    |    |     |     |     |     |     | 2   | 2                |
| Sportlövészet      |    |    |    |    |    |    |    |    |    |     | 1   | 1   | 1   | 1   |     | 4                |
| Súlyemelés         |    |    |    | 2  | 2  | 3  | 3  | 1  |    |     |     |     |     |     |     | 11               |
| Taekwondo          |    |    |    | 2  | 2  | 2  | 2  | 2  |    |     |     |     |     |     |     | 10               |
| Tenisz             |    |    |    |    |    |    |    |    | 2  | 2   |     |     |     |     |     | 4                |
| Tollaslabda        |    |    |    |    |    |    |    | 2  |    |     |     |     |     |     |     | 2                |
| Torna (szertorna)  |    |    |    |    |    |    | 1  | 1  |    | 5   | 5   |     |     |     |     | 12               |
| Torna (rsg)        |    |    |    |    |    |    |    |    |    |     |     |     |     | 2   |     | 2                |
| Torna (trambulin)  |    |    |    |    |    |    |    |    | 2  |     |     |     |     |     |     | 2                |
| Triatlon           |    |    |    | 1  | 1  |    |    | 1  |    |     |     |     |     |     |     | 3                |
| Úszás              |    |    |    | 3  | 8  | 4  | 7  | 3  | 9  |     |     |     |     |     |     | 34               |
| Vívás              |    |    |    | 2  | 2  | 2  | 1  |    |    |     |     |     |     |     |     | 7                |
| Vitorlázás         |    |    |    |    |    |    |    |    |    |     |     |     |     | 4   |     | 4                |
| Összes aranyérem   |    |    |    | 15 | 19 | 16 | 18 | 11 | 15 | 25  | 27  | 20  | 6   | 26  | 3   | 201              |
| Aranyérmek összege |    |    |    | 15 | 34 | 50 | 68 | 79 | 94 | 119 | 146 | 166 | 172 | 198 | 201 | 201              |

## Magyar részvétel
Magyarországot összesen 18 sportágban 51 ifjúsági sportoló képviselte, akik 7 arany-, 4 ezüst- és 6 bronzérmet szereztek. Az első magyar ifjúsági olimpiai bajnok Kapás Boglárka lett úszásban.

## Éremtáblázat
Az alábbi táblázat a 10 legeredményesebb nemzetet, valamint a rendező Szingapúrt tartalmazza. Az olimpián olyan páros- vagy csapat versenyszámokat is rendeztek, amelyekben a részt vevő csapatokban különböző nemzetek sportolói is szerepeltek. Ezek az érmek a táblázatban „Nemzetek vegyes részvételei” néven vannak feltüntetve.
| Szingapúr (rendező nemzet) |
| Magyarország               |

Sorrend: Aranyérmek száma, Ezüstérmek száma, Bronzérmek száma, Nemzetnév
| A 2010. évi nyári ifjúsági olimpiai játékok éremtáblázata | A 2010. évi nyári ifjúsági olimpiai játékok éremtáblázata | A 2010. évi nyári ifjúsági olimpiai játékok éremtáblázata | A 2010. évi nyári ifjúsági olimpiai játékok éremtáblázata | A 2010. évi nyári ifjúsági olimpiai játékok éremtáblázata | Olimpia  |
| --------------------------------------------------------- | --------------------------------------------------------- | --------------------------------------------------------- | --------------------------------------------------------- | --------------------------------------------------------- | -------- |
|                                                           | Ország                                                    | Arany                                                     | Ezüst                                                     | Bronz                                                     | Összesen |
| 1.                                                        | Kína (CHN)                                                | 30                                                        | 16                                                        | 5                                                         | 51       |
| 2.                                                        | Oroszország (RUS)                                         | 18                                                        | 14                                                        | 11                                                        | 43       |
| 3.                                                        | Dél-Korea (KOR)                                           | 11                                                        | 4                                                         | 4                                                         | 19       |
| 4.                                                        | Ukrajna (UKR)                                             | 9                                                         | 9                                                         | 15                                                        | 33       |
| —                                                         | Nemzetek vegyes csapatai                                  | 9                                                         | 8                                                         | 11                                                        | 28       |
| 5.                                                        | Kuba (CUB)                                                | 9                                                         | 3                                                         | 2                                                         | 14       |
| 6.                                                        | Ausztrália (AUS)                                          | 8                                                         | 13                                                        | 8                                                         | 29       |
| 7.                                                        | Japán (JPN)                                               | 8                                                         | 5                                                         | 3                                                         | 16       |
| 8.                                                        | Magyarország (HUN)                                        | 6                                                         | 4                                                         | 5                                                         | 15       |
| 9.                                                        | Franciaország (FRA)                                       | 6                                                         | 2                                                         | 7                                                         | 15       |
| 10.                                                       | Olaszország (ITA)                                         | 5                                                         | 9                                                         | 5                                                         | 19       |
| 62.                                                       | Szingapúr (SIN)                                           | 0                                                         | 2                                                         | 4                                                         | 6        |
|                                                           |                                                           |                                                           |                                                           |                                                           |          |
| Összesen                                                  | Összesen                                                  | 221                                                       | 219                                                       | 248                                                       | 688      |